# Kearny (Arizona)
Pour les articles homonymes, voir Kearny.
Kearny est une ville des États-Unis, située en Arizona, dans le comté de Pinal.
Sa principale source de revenus est l'exploitation du cuivre dans les mines avoisinantes.

## Histoire
La ville fut fondée en 1958 par la Kennecott Utah Copper (en), une compagnie minière. 
Elle tient son nom du Général Stephen W. Kearny. 

## Géographie
La cité est située dans une vallée à une centaine de kilomètres au sud est de Phoenix, entourée par les montagnes et bordée par la Rivière Gila.

## Démographie
| 1960 | 1970  | 1980  | 1990  | 2000  | 2010  |
| ---- | ----- | ----- | ----- | ----- | ----- |
| 902  | 2 829 | 2 646 | 2 262 | 2 249 | 1 950 |

## Transports
La ville dispose d'un petit aéroport, l'aéroport de Kearny (code OACI: E 67), situé juste au sud de la localité.